# Nyugati Huetár Királyság

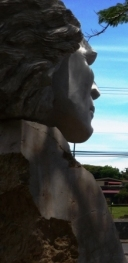
Egy huetár törzsfőnök, Barbak szobra. Garabito vazallusa volt, róla kapta a Barva kanton a jelenlegi nevét.

A Nyugati Huetár Királyság, más néven Garabito uralma, Garabitói Királyság vagy Garabitói kacikaság, egy Costa Ricában található őslakos állam volt.  Ez volt az ország középső részén található két nagy őslakos királyság egyike, a másik a Keleti Huetár Királyság volt El Guarco uralma alatt. A királyság kisebb törzsfőnökök szövetségéből állt, akik egy legfőbb törzsfőnöknek fizettek adót. Costa Rica középső völgyében helyezkedett el, a Csendes-óceán partjától a Virilla folyó nyugati partvidékéig, a Tárcoles folyó medencéjét követve. A spanyolok Costa Ricába érkezésekor, a 16. században a főbb városok Esparza, Orotina és San Mateo síkságain helyezkedtek el, ahol Garabito király fővárosa volt, aki a spanyol hódítás idején a legfontosabb helyi vezető volt, a Coyoche-völgyben, a Susubres folyó partján, a mai San Mateo kanton területén székelt. A kapcsolatfelvétel idején a közeli Botosz Királyság, amely a Középső Vulkáni Hegylánc északi részén fekvő síkságon feküdt, adózott a nyugati huetár királyságnak.

## Fordítás
- Ez a szócikk részben vagy egészben  a   Western Huetar Kingdom című angol Wikipédia-szócikk ezen változatának fordításán alapul.  Az eredeti cikk szerkesztőit annak laptörténete sorolja fel. Ez a jelzés csupán a megfogalmazás eredetét és a szerzői jogokat jelzi, nem szolgál a cikkben szereplő információk forrásmegjelöléseként.
- Ez a szócikk részben vagy egészben  a   Reino Huetar de Occidente című spanyol Wikipédia-szócikk ezen változatának fordításán alapul.  Az eredeti cikk szerkesztőit annak laptörténete sorolja fel. Ez a jelzés csupán a megfogalmazás eredetét és a szerzői jogokat jelzi, nem szolgál a cikkben szereplő információk forrásmegjelöléseként.